# Eparchie jaranská
Eparchie Jaransk je eparchie ruské pravoslavné církve nacházející se v Rusku.

## Území a titul biskupa
Zahrnuje správní hranice území města Kotělnič, také Arbažského, Darovského, Kiknurského, Kotělničského, Luzského, Murašinského, Oparinského, Pižanského, Podosinovského, Sančurského, Svečinského, Tužinského, Šabalinského a Jaranského rajónu Kirovské oblasti.
Eparchiálnímu biskupovi náleží titul biskup jaranský a luzský.

## Historie
Roku 1920 byl zřízen jaranský vikariát vjatské eparchie. Po roce 1937 nebyl obsazen.
Dne 4. října 2012 byla rozhodnutím Svatého synodu zřízena z části území vjatské eparchie samostatná eparchie jaranská. Stala se součástí nově vzniklé vjatské metropole.

## Seznam biskupů

### Jaranský vikariát vjatské eparchie
- 1920–1920 Jevsevij (Rožděstvenskij) svatořečený mučedník
- 1921–1921 Ioannikij (Ďjačkov)
- 1921–1923 Sergij (Kornějev)
- 1924–1928 Nektarij (Trezvinskij)
- 1929–1932 Serafim (Trofimov)
- 1932–1934 Jefrem (Jefremov)
- 1934–1936 Dimitrij (Pospelov)
- 1936–1937 Vjačeslav (Škurko)

### Jaranská eparchie
- od 2012 Paisij (Kuzněcov)